# Brahmina kabakovi
Brahmina kabakovi är en skalbaggsart som beskrevs av Nikolajev 1976. Brahmina kabakovi ingår i släktet Brahmina och familjen Melolonthidae. Inga underarter finns listade.